# Leininger Schloss

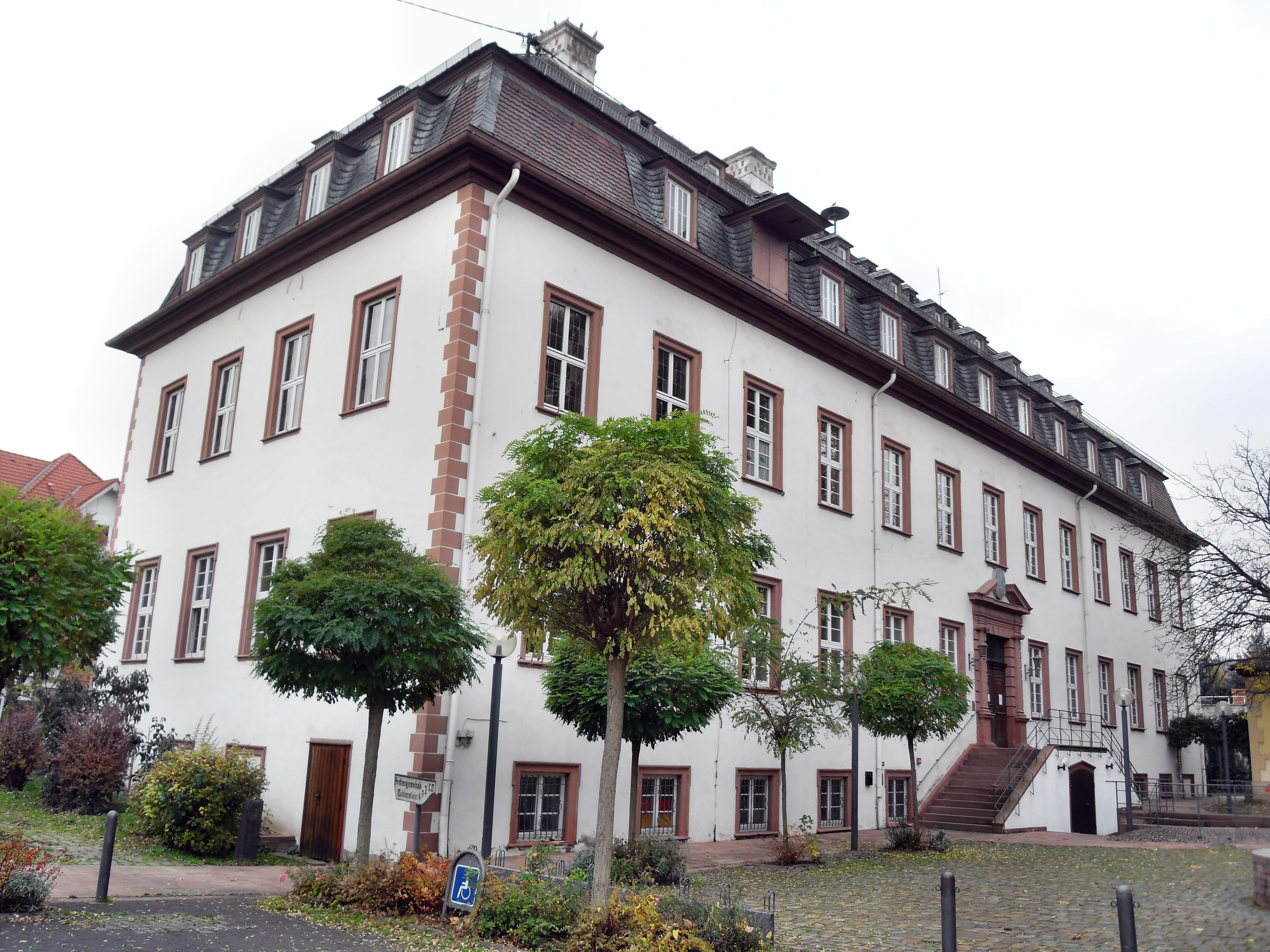
Das Guntersblumer Leininger Schloss

Das Leininger Schloss im rheinhessischen Guntersblum ist ein Schloss mit einer bedeutenden Geschichte. Es gilt heute als Kulturdenkmal.

## Geschichte
Die Folgen des Pfälzischen Erbfolgekrieges veranlassten die Ortsherrschaft der Grafschaft Leiningen-Dagsburg-Falkenburg, Guntersblum als ihre Residenz zu wählen. Die Wahl des Standortes ihrer Residenz in Guntersblum fiel schließlich auf das Moser’sche Gut (heute in Teilen der Homburger Hof), dessen Besitzer weite Teile des damaligen Guntersblums besaß. Jacob von Campoing, der auch Erb- und Eigentumsherr von Mettenheim war, kaufte den Gutshof schließlich am 22. März 1704 für 6.000 Gulden. Die Wahl des Standortes fiel dabei auf einen Ort an der Grenze des Grundstückes, direkt neben dem damaligen Dorfgraben, der heutigen Guntersblumer Promenade.
1708 wurde der Rohbau der damaligen Residenz schließlich fertiggestellt. Kurz bevor jedoch mit der Innenausstattung fortgefahren werden sollte, starb ihr Ehemann im Großen Nordischen Krieg im Jahr 1708. Die Finanzierung durch das überschuldete Haus von Leiningen-Dagsburg-Falkenburg ermöglichte die Ehefrau des Bauherrn Carl Ludwig von Leiningen-Dagsburg-Falkenburg, die Reichsgräfin Anna Sabina von Nostitz, eine Hofdame der Kurfürstin Anna Sophie von Dänemark und Norwegen, der Mutter Augusts des Starken. Mit ihrem Ersparten wurde der Bauauftrag ausgeführt.
Am 15. November 1717 verkaufte Anna Sabina von Nostitz schließlich das gesamte ehemals Moser’sche Gut einschließlich des neuen Schlosses für 16.500 Gulden mit einer Anzahlung von 1.500 Gulden an den kurpfälzischen Geheimen Rat, Oberjägermeister und Oberamtmann Karl von Venningen. Grund dafür war der Tod ihres Mannes acht Jahre zuvor und ihr diesbezüglich geringes Einkommen, was sie benötigte, um ihren gewohnt hohen Lebensstandard weiterführen zu können. Danach versank das Schloss auf Herrschaftsebene in die Bedeutungslosigkeit. Kurz darauf verstarb Karl von Venningen, worauf seine Erben den Kauf des ehemaligen Moser’schen Guts anfechten wollten. Nach einem Gerichtsprozess am Reichskammergericht in Mainz und der folgenden zweiten Instanz in Wetzlar wurde am 9. März 1722 bekanntgegeben, dass der Verkauf an Karl von Venningen rechtmäßig war. Im Juni 1723 schlossen Anna Sabina von Nostitz und Karl von Venningens Erben einen endgültigen Vertrag, in dem die Erben „das Gut mit alten und neuen Gebäuden, Gutshof, neu angelegtem Schloss, Feld, Fischweiher, Keller am Berg und der diesjährigen Ernte“ erwarben. Die Erben mussten dazu noch 4.250 Gulden für alle seit dem ursprünglichen Verkauf im Jahr 1717 entstandenen Unkosten, Schaden und Zinsen bezahlen. Am 23. Juli 1729 starb Anna Sabina von Nostitz in Mannheim.
1787 brachte Graf Wilhelm Carl zu Leiningen-Guntersblum das Schloss wieder unter die Herrschaft der Leininger. Unter seiner Leitung wurde das Schloss erheblich renoviert und ausgebaut. Fortan diente es als Herberge zunächst für Angehörige der gräflichen Familie, bevor immer mehr einheimische Guntersblumer im Schloss übernachteten.

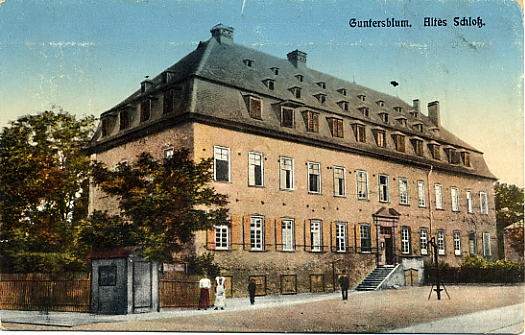
Das Leininger Schloss in Guntersblum auf einer Postkarte von 1917

1833 ersteigerte die Guntersblumer Gemeinde das Leininger Schloss für 4.000 Gulden vom badischen Geheimrat und Kammerherr Freiherr von Berlichingen, der der Schwiegersohn des Grafen Wilhelm Carl zu Leiningen-Guntersblum war. Die Gemeinde richtete hier eine Bürgermeisterei ein. Schon damals war das Gebäude für die Gemeinde jedoch etwas zu groß. Erst als der Verwaltungsaufwand anwuchs, wurden die vielen Räume des Schlosses schließlich dem Bedarf der Gemeindeverwaltung gerecht. Am 31. Dezember 1834 wurde das Gebäude als neues Rathaus offiziell eingeweiht. Von 1845 bis 1965 beherbergte das Leininger Schloss auch ein katholisches Pfarrhaus. Außerdem befanden sich in diesem Gebäude eine Schule mit einer Lehrerwohnung und ein Tanzsaal. 1961 und 1972 wurde das Schloss instand gesetzt und von 1989 bis 1990 wurde das Gebäude umgebaut. Der Platz zwischen dem Leininger Schloss und der benachbarten katholischen Kirche St. Viktor wurde 1991 neu gestaltet.

## Architektur
Das Leininger Schloss besitzt ein leicht auskragendes Mansardwalmdach. Das verputzte Gebäude, das eine profilierte Sandsteingliederung mit Ohren aufweist, hat seinen Haupteingang vom Platz zwischen dem Leininger Schloss und der katholischen Kirche St. Viktor. Der Haupteingang befindet sich in der Mitte der Fassade zur katholischen Kirche St. Viktor. Zunächst wurde nur eine Freitreppe zum Haupteingang gebaut, später wurde eine zweite Freitreppe aus Sandstein ergänzt. Über diesem Portal befindet sich ein gesprengter Giebel. Die Türen umfassen eine rustizierte Umrahmung und Pilaster mit ionischen Kapitellen. Die zwei Türflügel stammen aus dem Klassizismus. An den Türflügeln befinden sich Schnitzwerk und ursprüngliche Beschläge, die etwa aus dem Jahr 1790 stammen. Über dem Haupteingang befindet sich das Gemeindewappen von Guntersblum, das aus dem Jahr 1964 stammt.
Unter dem Haupteingang befindet sich der Eintritt zu einem Veranstaltungskeller. Dieses Portal zum Keller weist eine stichbogige Form auf und besitzt ein kleines flachgiebeliges Dach, das aus dem Spätklassizismus stammt. Es wurde etwa 1830/1840 errichtet. Zu diesem Kellerportal gelangt man durch zwei Freitreppen, die über Sandsteinbrüstungen verfügen. Das Innere des Kellergeschosses weist einen großen Raum mit zweijochigem Kreuzgewölbe auf. An seinen Seiten befinden sich zwei lange Räume, die über Tonnengewölbe verfügen. Über einem Durchgang ist die Jahreszahl 1775 zu sehen. Die Dachkonstruktion stammt etwa aus den Jahren 1787/1788.
In der Eingangshalle befindet sich eine Binnenmauer, in der sich ein Fenster mit einem Schulterbogen befindet. Es stammt aus dem Jahr 1797.

## Lage
Das Schloss befindet sich im Guntersblumer Ortskern. Wenige hundert Meter nordwestlich ist die evangelische Kirche, und nur wenige hundert Meter nördlich befindet sich das zweite Guntersblumer Schloss, das heutige Schlossgut Schmitt. Direkt gegenüber dem Neuen Schloss befand sich auch das alte Guntersblumer Rathaus, bevor es im Zuge des Umzugs in das Leininger Schloss im Jahr 1834 abgerissen wurde.

## Anlage
Als das Schloss gebaut wurde, befand sich vor ihm ein großer Schlossplatz. Als jedoch im Laufe der Jahre der erste Guntersblumer Kindergarten und die katholische Kirche St. Viktor der katholischen Gemeinde gebaut wurden, wurde der Schlossplatz immer kleiner. Heute befinden sich auf dem Schlossplatz ein Brunnen und ein Parkplatz. Nach dem Ersten Weltkrieg wurde eine Schlossstraße gebaut, die in Richtung des Guntersblumer Kellerwegs führt. Die Alsheimer Straße, eine der Hauptstraßen Guntersblums, ist auf der Höhe des Leininger Schlosses als verkehrsberuhigter Bereich eingerichtet.

## Heutige Nutzung
Seit 1835 wird das Schloss mit der Adresse Alsheimer Straße Nr. 29 als Rathaus der Ortsgemeinde Guntersblum genutzt. Außerdem wurden von 1972 bis 2014 zusätzliche Verwaltungsarbeiten der Verbandsgemeinde Guntersblum im Schloss getätigt. Seit 2014 befindet sich dort eine Verwaltungsstelle der Verbandsgemeinde Rhein-Selz. Im Kellergeschoss befindet sich ein großzügig angelegter Veranstaltungskeller.